# Edad mamífero de América del Norte
Las edades mamífero de América del Norte (NALMA) establecen un escala biocronológica para la fauna norteamericana de mamíferos. Estos periodos son referidos como edades o intervalos y fueron establecidas utilizando nombres de sitio geográfico donde los fósiles que las caracterizan fueron encontrados primero. A diferencia de la escala geológica, las edades mamíferos no están basadas en la geología sino en las asociaciones de fósiles hallados.

## Cronología
Desde principios del Cenozoico temprano comienzan a percibirse dos entidades biogeográficas distintas en Norteamérica, la Proto-Neártica al norte y la Mesoamericana al sur. El grado de diferenciación entre ambas se da a medida que se incrementa la distancia latitudinal y, desde luego, con las condiciones ambientales locales. Pero, es a partir del Neógeno tardío que sus contrastes se hacen más evidentes a causa de grandes cambios climáticos, tectónicos y migratorios.
Mediante métodos multivariantes (similitudes y parsimonia biocronológica) se reconocen y replantean las unidades biocronológicas de las Edades de los Mamíferos Terrestres de Norteamérica. En particular, el Neógeno tardío es dividido en dos superedades que se correlacionan con los ciclos climáticos fanerozoicos Greenhouse e Icehouse Fischer, y no con las cronofaunas conocidas. Estas dos superedades incluyen las últimas tres edades del sistema NALMA: Henfiliano, Blancano e Irvingtoniano. Se consideró a la edad Rancholabreano sólo como una subedad (siendo estimado como una extensión del Irvingtoniano). Los límites temporales de cada unidad temporal fueron ajustados en fusión del indicador biocronológico especies compartidas. Esta nueva propuesta permitió reducir hasta cierta medida los sesgos estadístico introducido por las diferencias zoogeográficas y ecológicas existentes entre las entidades biogeográficas Proto-Neártica y Mesoamericana. Asimismo, mediante el análisis de similitud se logró establecer un regionalismo biogeográfico entre ambas entidades biogeográficas.
Podemos afirmar que el clima de Norteamérica meridional tendió gradualmente hacia la aridez, la estacionalidad y el enfriamiento desde finales del Henfiliano temprano, con un moderado repunte de las condiciones cálidas y húmedas durante el Blancano temprano y medio. Pero, que a partir del Blancano tardío se da nuevamente una recaída de las temperaturas invernales y la humedad sin llegar a ser tan extremas como tradicionalmente se propone, incluso durante episodio del máximo glacial Wisconsiense. Sin embargo, esta tendencia climática no se percibe por igual en toda Norteamérica meridional. En los episodios glaciales, la entidad biogeográfica Mesoamericana (Neotropical) siempre mantuvo condiciones más benévolas que su contraparte, lo que permitió la subsistencia de ambientes subtropicales como las sabanas y algunos bosques tropicales en el centro y sur de México. Mientras que en la región Neártica, se fueron configurando biomas con estructuras de comunidades dísarmónicas o conjuntos no análogos; en Florida se reconocen biomas con taxones de sabanas subtropicales mezclado con formas boreales; en las Grandes Llanuras se registran biomas de estepa mezclados con elementos de taiga.
A lo largo de Neógeno tardío la riqueza genérica máxima osciló con una tendencia moderada hacia la pérdida de diversidad, aunque se reconocen tres picos o episodios con las tasas más altas (Henfiliano temprano, Blancano tardío e Irvingtoniano tardío) en los que se da un recambio intenso de faunas. A partir de cada recambio comienzan a percibirse taxones morfológicamente distintos que con el paso del tiempo tomaran un papel dominante. La persistencia de los nuevos ecomorfos y su dominio, se ajusta con la propuesta de estasis morfológico, pero no con la continuidad taxonómica.

## Sistema
Las edades de mamífero de América del Norte fueron formalizadas en 1941 como una serie de edades provinciales. El sistema era el estándar para correlaciones en el registro terrestre del Cenozoico de América del Norte y era una forma de comparar con otras escalas similares de otros continentes. El sistema fue revisado con el sistema formal cronoestratigráfico. Esta aproximación se encuentra justificado nominalmente por el código estratigráfico internacional;  mantiene los primeros registros de especies individuales en particular son la única base válida para nombrar y definir la edades mamífero.
La unidad básica de medida es el primera/última aparición de un taxón.

## Edades

### Era cenozoica
La era cenozoica, significa literalmente vida moderna. Apareció hace 66 millones de años, —con los dinosaurios—, y sigue presente en la actualidad. Durante ese periodo el océano Atlántico se ensanchó. Gondwa y Laurasia se separaron. Y los dos continentes americanos se unieron. Formando así las posiciones geográficas de los continentes actuales.

#### Edades de mamífero cenozoicas
- Saintaugustineano: límite inferior 0,004 Ma. Límite superior presente.[8]
- Santaroseaniense: límite inferior 0,012 Ma. Límite superior 0,004 Ma.
- Rancholabreaense: límite inferior 0,3 Ma. Límite superior 0,012 Ma.[9]
- Irvingtonianiense: límite inferior 1,8 Ma. Límite superior 0,3 Ma.[10][11]
- Blanquense: límite inferior 4,9 Ma. Límite superior 1,8 Ma.[12][13]
- Hemfiliano: límite inferior 10,3 Ma. Límite superior 4,9 Ma.[14]
- Clarendoniano: límite inferior 13,6 Ma. Límite superior 10,3 Ma.[15]
- Barstoviano: límite inferior 15,97 Ma. Límite superior 13,6 Ma.[16]
- Hemingfordiano: límite inferior 20.43 Ma. Límite superior 15,97 Ma.[17]
- Aricareaniense: límite inferior 30,8 Ma. Límite superior 20,43 Ma.
  - Harrisoniano: límite inferior 24,8 Ma. Límite superior 20,43 Ma.[18]
  - Monroecrequiano: límite inferior 26,3 Ma. Límite superior 24,8 Ma.[19]
  - Geringiano: límite inferior 30,8 Ma. Límite superior 26,3 Ma.[20]
- Guitnellano: límite inferior 33,3 Ma. Límite superior 30,8 Ma.[21]
- Orellense: límite inferior 33,9 Ma. Límite superior 33,3 Ma.[22]
- Chadroniano: límite inferior 37,2 Ma. Límite superior 33,9 Ma.[23]
- Duchesneano: límite inferior 40,4 Ma. Límite superior 37,2 Ma.[24]
- Uintaniense: límite inferior 46,2 Ma. Límite superior 40,4 Ma.[25]
- Bridgerianiense: límite inferior 50,3 Ma. Límite superior 46,2 Ma.[26]
- Guasatchianiense: límite inferior 55,8 Ma. Límite superior 50,3 Ma.[27]
- Clarcforquiano: límite inferior 56,8 Ma. Límite superior 55,8 Ma.[28]
- Tifaniano: límite inferior 61,7 Ma. Límite superior 56,8 Ma.[29]
- Torrejoniense: límite inferior 63,3 Ma. Límite superior 61,7 Ma.[30]
- Puerquense: límite inferior 66,043 Ma. Límite superior 63,3 Ma.[31][32]

#### Edades mamífero cretácicas
- Lancianiense: límite inferior 70 Ma. Límite superior 66 Ma.
- Juditianiense: límite inferior 84 Ma. Límite superior 70 Ma.
- Aquiliano: límite inferior 86 Ma. Límite superior 84 Ma.

## Otras edades continentales
- Edad mamífero europea
- Edad mamífero de América del Sur
- Edad mamífero asiática